# 라몬트 벤틀리
라몬트 벤틀리(Lamont Bentley, 1973년 10월 25일 ~ 2005년 1월 19일)는 미국의 텔레비전 배우, 영화배우, 래퍼이다.
밀워키에서 태어났으며 벤투라군에서 사망하였다. 사인은 교통사고이다.  포리스트 론 메모리얼 파크에 매장되었다.

## 영화
- 데이 인 더 라이프 (2009년)
- 테넌츠 (2005년)
- 샤드 (2004년) - 토마스 역
- 석커 프리 시티 (2004년)
- 워쉬 (2001년)